# Scallasis pygmaea
Scallasis pygmaea is een tienpotigensoort uit de familie van de Callianassidae. De wetenschappelijke naam van de soort is voor het eerst geldig gepubliceerd in 1928 door de Man.